# Coleophora statherota
Coleophora statherota é uma espécie de mariposa do gênero Coleophora pertencente à família Coleophoridae.